# Université pédagogique nationale Volodymyr-Hnatiouk
L'université pédagogique nationale Volodymyr-Hnatiouk (en ukrainien Тернопільський національний педагогічний університет імені Володимира Гнатюка) est une université publique qui se trouve à Ternopil, dans l'Ouest de l'Ukraine.

## Histoire
Elle porte le nom  d'Volodymyr Hnatiouk,  ethnographe, écrivain, traducteur, journaliste et membre de la Société scientifique Chevtchenko .

## Organisation
Le collège Ivan Poulouj au 7 rue Général Myron Tarnavskyi en dépend.

## Personnalités liées
- Olena Pidhrushna.
- Maria Houmeniouk.
- Oleh Barna.
- Inna Deroussova.
- Angela Balakhonova.